# Diodia aulacosperma
Diodia aulacosperma är en måreväxtart som beskrevs av Karl Moritz Schumann. Diodia aulacosperma ingår i släktet Diodia och familjen måreväxter.

## Underarter
Arten delas in i följande underarter:
- D. a. angustata
- D. a. aulacosperma